# Davide Mandelli
Davide Mandelli (ur. 28 czerwca 1977 w Monzy) – włoski piłkarz występujący na pozycji obrońcy.

## Kariera piłkarska
Davide Mandelli jest wychowankiem Monza. Od 1996 roku był zawodnikiem Biellese, w którym występował przez trzy sezony - w Serie D i Serie C2. Potem grał w Varese, Torino FC (Serie B), Sienie (Serie B) i ponownie w Torino FC (nadal Serie B).
Przed sezonem 2004/2005 Mandelli podpisał kontrakt z Chievo Werona. W Serie A zadebiutował tu 12 września 2004, w zremisowanym 2:2 meczu 1. kolejki z Interem. Pierwszego gola strzelił w tym samym sezonie, 23 stycznia 2005, także przeciw Interowi. Tym razem jego trafienie dało remis 1:1. Wraz z Chievo piłkarz ten występował zarówno w najwyższej lidze włoskiej jak i ligę niżej. Obecnie, w razie nieobecności Sergio Pellissiera jest kapitanem drużyny z Werony.